# Raja motyl
Raja motyl (Raja miraletus) – gatunek ryby chrzęstnoszkieletowe z rodziny rajowatych (Rajidae).

## Występowanie
We wschodnim Atlantyku od południowej części Zatoki Biskajskiej do południowej Afryki, w Morzu Śródziemnym bardzo liczna. W Oceanie Indyjskim wzdłuż wybrzeża Afryki, Półwyspu Arabskiego i zachodniej części Półwyspu Indyjskiego.
Występuje w przybrzeżnych wodach na piaszczystym lub mulistym dnie, na głębokości do 90 do 300 m. W wodach o wyższej temperaturze spotykane są już na głębokości 30 m.

## Cechy morfologiczne
Osiąga maksymalnie do 60 cm długości. Ciało spłaszczone grzbietobrzusznie o kształcie rombowatej tarczy. Pysk krótki, spiczasty. Uzębienie składa się z 40–42 zębów, u samców są one spiczaste a u samic zaokrąglone. Dwie płetwy grzbietowe o takiej samej wielkości znajdują się na końcu trzonu ogonowego. Płetwa ogonowa bardzo mała. Wzdłuż trzonu ogonowego biegnie szereg 14–18 kolców, u samców znajduje się jeszcze jeden rząd kolców a u samic dwa rzędy.
Strona grzbietowa jasnobrązowa, żółtawa lub szara z ciemnymi brzegami i małymi czarnobrązowymi plamami, pysk jaśniejszy. Pośrodku ciała znajdują się dwie dobrze widoczne jasnoniebieskie plamy z żółtą lub pomarańczową obwódką.

## Odżywianie
Pokarm stanowią małe przydenne ryby oraz bezkręgowce.

## Rozród
Ryba jajorodna.